# John Jagger
John Jagger (1 de outubro de 1872 - 9 de julho de 1942) foi um sindicalista britânico e político do Partido Trabalhista. Depois de uma carreira na liderança empresarial e sindical, conquistou uma cadeira na Câmara dos Comuns em 1935, e a manteve até sua morte em um acidente.

## Carreira
Jagger início sua carreira no âmbito dos negócios e viajou por quatro anos como gerente de negócios na Índia, China e Birmânia. Ele então se tornou um gerente de departamento em lojas cooperativas.
Ele foi presidente do Conselho de Comércio e Trabalho de York, e tornou-se presidente do Sindicato Amalgamado de Funcionários Cooperativos, do qual foi o fundador-chefe. Em 1921, ele se tornou presidente do Sindicato Nacional dos Trabalhadores Distribuidores e Aliados, e ocupou esse cargo até entrar para o Parlamento em 1935.
Na eleição geral de 1935, ele foi eleito Membro do Parlamento (MP) por Manchester Clayton, derrotando o MP conservador William Flanagan. A cadeira havia sido conquistada por Flanagan em 1931 após ter sido ocupada pelo Trabalhismo desde 1922.
Em dezembro de 1935, ele foi um orador no Congresso de Paz e Amizade com a Rússia, realizado na Friends House na Euston Road, em Londres. Em julho de 1936, ele foi um dos onze parlamentares que enviou um telegrama ao Presidente do Governo da Espanha expressando sua "admiração pela luta heróica do povo espanhol contra o ataque dos fascistas". Os parlamentares se comprometeram a "fazer tudo ao nosso alcance para reunir todo o povo britânico em sua luta".
Em 1938, ele foi um dos parlamentares trabalhistas que visitaram a Espanha durante a Guerra Civil. Em maio de 1940, quando Herbert Morrison se tornou Ministro do Abastecimento no governo de coalizão do tempo de guerra, Jagger foi nomeado seu Secretário Parlamentar Privado. Morrison foi promovido a Ministro do Interior em outubro de 1940, e Jagger permaneceu como seu secretário no novo cargo.

## Morte
Em julho de 1942, Jagger, de 69 anos estava hospedado em uma casa de campo em Beaconsfield, em Buckinghamshire. Em 9 de julho, ele estava dirigindo sua motocicleta para a estação ferroviária de Beaconsfield quando colidiu com um carro e morreu instantaneamente. Sua morte causou uma eleição parcial em Manchester Clayton, quando a cadeira foi ocupada por Harry Thorneycroft.